# Jason Wilcox
Jason Wilcox (ur. 15 lipca 1971 w Bolton) – piłkarz występujący na pozycji pomocnika (skrzydłowego).
Wilcox wychowywał się wraz z rodzicami i bratem na przedmieściach Boltonu do szesnastego roku życia. Przeniósł się do Blackburn po tym jak jego ojciec napisał do klubu z tej miejscowości prośbę o sprawdzenie młodego zawodnika. Po niedzielnym treningu, Wilcox już w poniedziałek podpisał umowę z klubem a trener młodzieżowej drużyny Blackburn, Jim Furnell, określił go jako „jednego z najlepszych skrzydłowych młodego pokolenia w Anglii”.
Podczas swojej kariery w Blackburn Rovers rozegrał ponad 300 spotkań i strzelił 33 bramki. Drużyna z Wilcox'em w składzie musiała przeboleć spadek z najwyższej ligi ale też świętowała w 1995 mistrzostwo Premier League
Był w Blackburn najdłużej grającym piłkarzem, kiedy przeszedł do Leeds United w grudniu 1999 za kwotę 3 milionów £. W tym sezonie pomógł swojej nowej drużynie do awansu do półfinału Pucharu UEFA, gdzie Leeds United odpadło z drużyną Galatasaray SK. Rok później był w składzie drużyny, która w półfinale Ligi Mistrzów przegrała w dwumeczu z Valencia CF. Rozegrał 106 meczów w Leeds i strzelił 6 bramek.
W 2004 przeszedł na zasadzie wolnego transferu do Leicester City. Początkowo kontrakt obowiązywał rok ale w 2005 zdecydował się przedłużyć o kolejny. Wilcox miał dobry początek w Leicester City, ale uszkodził więzadła krzyżowe w październiku 2004. Obawiano się, że skończy karierę, ale jego ciężka praca opłaciła się i zagrał w wygranym 3:1 meczu przeciwko Millwall 2 kwietnia 2005. 28 stycznia 2006 Wilcox na zasadzie wolnego transferu przeszedł do Blackpool po dwumiesięcznym wypożyczeniu ale został zwolniony pod koniec sezonu 2005/2006.
Swój debiut w reprezentacji Anglii rozegrał w wygranym 3:0 meczu przeciwko Węgrom w 1996. Grał również przeciwko Francji i Argentynie co było jego jedynymi meczami w reprezentacji. Był w składzie na Euro 2000, ale nie zagrał z powodu kontuzji.

## Judo
Jako 14-latek wychowany w Bolton, Wilcox miał czarny pas w judo i był nawet w reprezentacji Anglii w tej dyscyplinie. Po zakończeniu kariery piłkarskiej założył własną szkołę judo – The Wilcox Masters of Martial Arts – i miał swoją szkołę w Blackburn, Accrington, Whalley i Monton.